# Cadillac Orleans
Cadillac Orleans — концепт-кар, разработанный компанией Cadillac в 1953 году.

## Описание
Cadillac Orleans, разработанный специально для автошоу-круговорота, являлся первым концептуальным четырёхдверным хардтопом. Было предусмотрено отсутствие B-стойки, характерной для большинства автомобилей того времени.
Orleans оснащён двигателем Cadillac V8 мощностью 157 кВт (210 л. с.). Серийное производство автомобиля не было начато.
В 1956 году иновационные решения, применённые в конструкции Orleans, были применены в серийных моделях, начиная с Sedan Deville. Среди особенностей Cadillac Orleans — заднепетельные двери, панорамное лобовое стекло, полноценная система кондиционирования воздуха и ряд пассивных систем безопасности, включая функцию автоматической блокировки дверных замков при нейтральном положении коробки передач. Ещё одна уникальная особенность — установка инвертора, который позволяет подключать к автомобилю электронные устройства, требующие напряжения, аналогичного бытовому (120 В). В спинке заднего сидения было предусмотрено отделение с электробритвой, косметичкой и зеркалом.